# St. Remigius (Harriehausen)

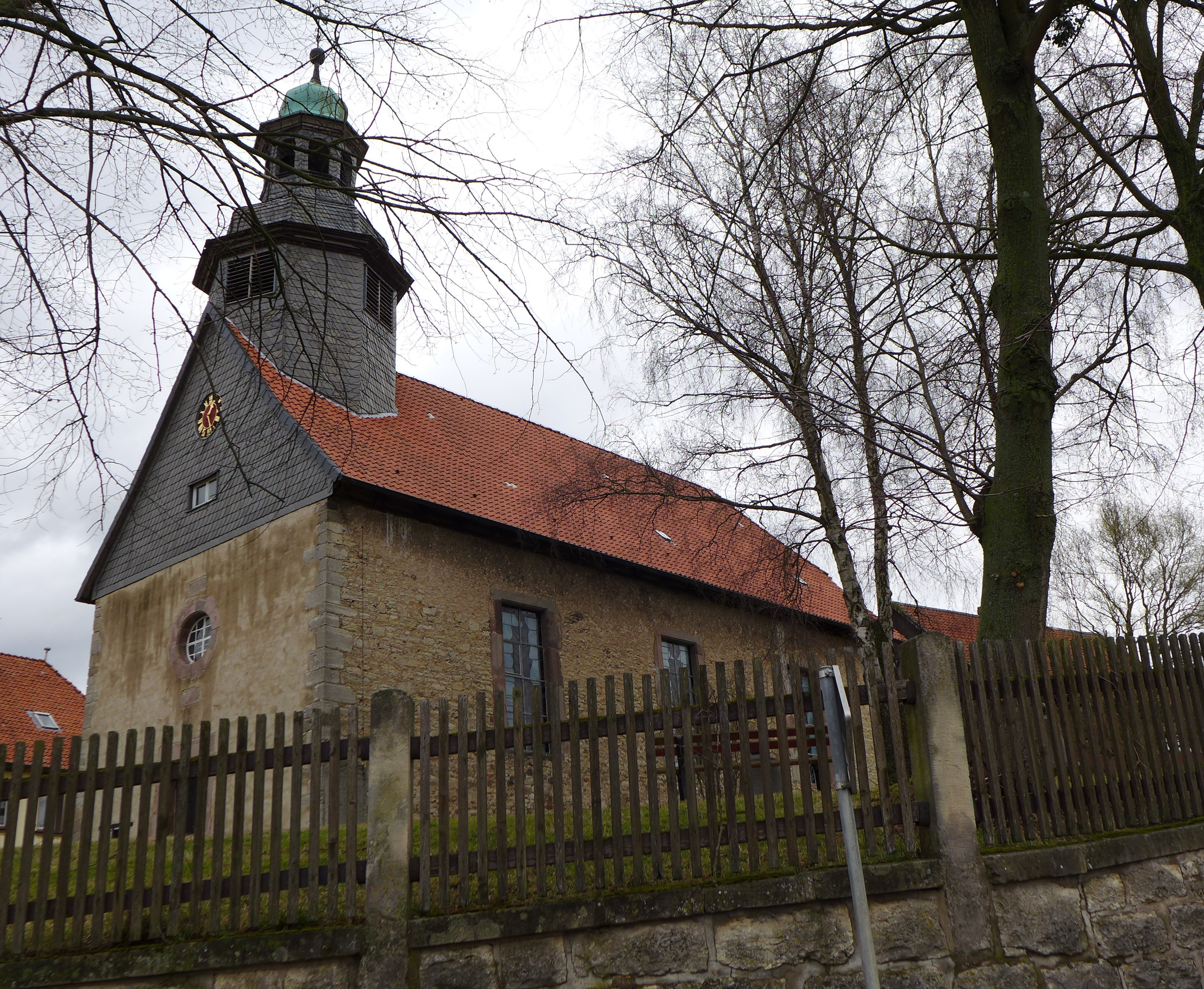
St. Remigius

Die evangelisch-lutherische Kirche St. Remigius steht in Harriehausen, einem Stadtteil von Bad Gandersheim im Landkreis Northeim in Niedersachsen. Die Kirchengemeinde gehört zur Propstei Gandersheim-Seesen der Evangelisch-lutherischen Landeskirche in Braunschweig.

## Beschreibung
Die erste Kirche wurde im 11. Jahrhundert vom Stift Gandersheim gebaut. Die heutige Kirche wurde 1763 errichtet. Aus dem Satteldach des Kirchenschiffs erhebt sich im Westen ein achtseitiger Dachreiter mit einer glockenförmigen, schiefergedeckten Haube, auf der eine offene Laterne sitzt. Über dem Portal im Westen befindet sich ein Ochsenauge. Zur Kirchenausstattung gehört ein Altarretabel von 1737.